# Teatro Libero (Milano)
Il Teatro Libero è un teatro di Milano.
È una sala sospesa in cima ad uno stabile di via Savona a Milano, che si raggiunge tramite un ascensore o salendo una caratteristica scala che fiancheggia le abitazioni private.
La direzione artistica è affidata a Corrado Accordino e a Manuel Renga, entrambi regista e attore. 

## Storia
La stagione 1998 - 1999  è la prima curata e gestita da Teatri Possibili che, dopo l'esperienza biennale al Teatro Olmetto, stava cercando una sede più giovane e dinamica per le sue attività.
I primi contatti avvengono nel marzo 1998, per sfociare poi nell'accordo di gestione del giugno successivo e, da settembre, Teatri Possibili inaugura la nuova stagione teatrale con un cartellone che comprende, tra l'altro, la ripresa di uno spettacolo di grande successo, Cirano, e il debutto della nuova produzione di Otello, ambedue con la regia di Corrado d'Elia.
Nel settembre 2005, per festeggiare i dieci anni della nascita della Compagnia Teatri Possibili, iniziano i nuovi lavori di ristrutturazione per Teatro Libero, che viene riaperto al pubblico dopo tre settimane di lavoro.
La direzione artistica dell'attore e regista Corrado d'Elia e la gestione Teatri Possibili hanno portato il teatro, in pochissimo tempo, ad essere per la terza stagione consecutiva la sala più frequentata in Italia tra quelle fino a 200 posti (oltre 33.000 presenze solo nella stagione 2004-05 - dati Agis).
La sala è gestita dall'Associazione TLLT - Teatro Libero Liberi Teatri, costituita da sei compagnie teatrali.